# Andrej Andrejevič Romanov
Kníže Andrej Andrejevič Romanov (rusky князь Андрей Андреевич Романов; 21. ledna 1923 Londýn – 28. listopadu 2021 San Anselmo, Kalifornie) byl ruský šlechtic a výtvarník.

## Životopis
Narodil se v Londýně, jako nejmladší syn knížete Andreje Alexandroviče Ruského (1897–1981) a jeho první ženy Alžběty Sasso-Ruffo (1886–1940). Kníže Andrej byl nejstarší mužský vnuk velkokněžny Xenie Alexandrovny, a tím pádem prasynovec posledního ruského cara, Mikuláše II. Jako vnuk Xenie Alexandrovny a pravnuk Alexandra III. byl z hlediska primogenitury prvním v nároku na zrušený ruský a finský trůn. Jeho kmotrem byl britský král Eduard VIII. Své dětství strávil v domě pro hosty na zámku Windsor.
Kníže Andrej dostal vzdělání na Imperial Service College a za druhé světové války sloužil u Britského královského námořnictva. Roku 1949 opustil Británii a odcestoval do USA, kde na čas pracoval jako tesař. Dne 20. prosince 1954 přijal americké občanství.
Pobýval v Marin County v Kalifornii. Napsal biografii s názvem, The Boy Who Would Be Tsar („Chlapec, který měl být carem“), která je doplněna jeho vlastními ilustracemi.
Jeho dílo bylo vystavováno po celém světě včetně expozice v Gallery 16 v San Franciscu. Jeho The Boy Who Would Be Tsar byla zaštítěna Gallery 16 Editions a navržena umělcem Griffem Williamsem.

## Manželství a potomci
Kníže Andrej byl ženatý třikrát. Poprvé se oženil 9. září 1951 v San Franciscu s Elenou Dournevou (narozenou roku 1927). Měli jednoho syna před tím, než se v roce 1959 rozvedli.
- Kníže Alexej Andrejevič Romanov (nar. 27. dubna 1953)

Podruhé se oženil s Kathleen Norrisovou (1935–1967), kterou si vzal 21. března 1961 v San Franciscu. Spolu měli dvě děti. Kathleen Norrisová byla vnučkou K. Norrisové a Charlese G. Norrise.
- Kníže Petr Andrejevič Romanov (nar. 21. listopad 1961)
- Kníže Andrej Andrejevič Romanov (nar. 20. února 1963)

Naposledy byl ženatý s Inez von Bachelin (nar. 1933).

## Titul a oslovení
- 'Jeho Výsost' kníže Andrej Andrejevič Ruský

Pozn. Po říjnové revoluci v Rusku se členové ruské carské rodiny často vzdávali svého teritoriálního označení “Ruský” a užívali knížecí titul s příjmením Romanov. Nicméně tento titul, a dokonce i právo na příjmení Romanov je některými lidmi napadán.